# Grande Dixencedammen
Grande Dixencedammen är en dammbyggnad i Schweiz.   Den ligger i distriktet Hérens och kantonen Valais, i den södra delen av landet, 100 km söder om huvudstaden Bern. Grande Dixencedammen ligger 2 285 meter över havet.
Terrängen runt Grande Dixencedammen är mycket bergig. Närmaste större samhälle är Sion, 16,8 km norr om Grande Dixencedammen. 
Trakten runt Grande Dixencedammen består i huvudsak av gräsmarker. Runt Grande Dixencedammen är det glesbefolkat, med 11 invånare per kvadratkilometer.